# 坪井洋文
坪井 洋文（つぼい ひろふみ、1929年（昭和4年）7月28日 - 1988年（昭和63年）6月25日）は、日本の民俗学者。音読みで「ようぶん」と呼ばれることもある。

## 来歴
広島県出身。國學院大學卒。國學院大學助教授、教授、1981年国立歴史民俗博物館教授。1984年「稲を選んだ日本人 民俗的思考の世界」で國學院大學文学博士。
農耕文化を研究。柳田國男の稲作単一文化論を批判し、『イモと日本人』で焼畑文化を主張した。

## 著書
- 『イモと日本人 民俗文化論の課題』未来社 1979
- 『稲を選んだ日本人 民俗的思考の世界』未来社 1982
- 『民俗再考 多元的世界への視点』日本エディタースクール出版部 1986
- 『神道的神と民俗的神』未来社 1989

### 共編著
- 『八丈島』大間知篤三、金山正好共著 角川文庫 1966
- 『伊豆諸島 世代・祭祀・村落』蒲生正男、村武精一共著 未来社 1975
- 『日本祭祀研究集成 第4巻 祭りの諸形態 2 中部・近畿篇』三隅治雄と編集委員 名著出版 1977
- 『日本祭祀研究集成 第5巻 祭りの諸形態 3 中国・四国・九州・沖縄篇』三隅治雄と編集委員 名著出版 1977
- 『日本祭祀研究集成 第2巻 祭祀研究の再構成』柳川啓一共編 名著出版 1978
- 『日本民俗文化大系 第8巻 村と村人 共同体の生活と儀礼』著者代表 小学館 1984
- 『日本民俗文化大系 第10巻 家と女性 暮しの文化史』著者代表 小学館 1985

## 参考
- デジタル版日本人名大辞典